# 万安州
万安州（萬安州、ばんあんしゅう）は、中国にかつて存在した州。唐代から宋代にかけて、現在の海南省南東部一帯に設置された。

## 概要
662年（龍朔2年）、唐により崖州万安県に万安州が置かれた。721年（開元9年）、陵水県に州治が移された。742年（天宝元年）、万安州は万安郡と改称された。757年（至徳2載）、万安郡は万全郡と改められ、万安県は万全県と改められた。758年（乾元元年）、万全郡は万安州と改称された。785年（貞元元年）、万全県に州治が移された。後に万全県は万安県と改められた。万安州は安南府に属し、万安・富雲・博遼・陵水の4県を管轄した。
1074年（熙寧7年）、北宋により万安州は万安軍と改められた。